# Trichomyia sequoiae
Trichomyia sequoiae är en tvåvingeart som beskrevs av Quate 1955. Trichomyia sequoiae ingår i släktet Trichomyia och familjen fjärilsmyggor.
Artens utbredningsområde är Kalifornien. Inga underarter finns listade i Catalogue of Life.